# Streptocarpus bullatus
Streptocarpus bullatus är en tvåhjärtbladig växtart som beskrevs av Rudolf Mansfeld. Streptocarpus bullatus ingår i släktet Streptocarpus och familjen Gesneriaceae. Inga underarter finns listade i Catalogue of Life.